# Pfarrkirche Oberaspang

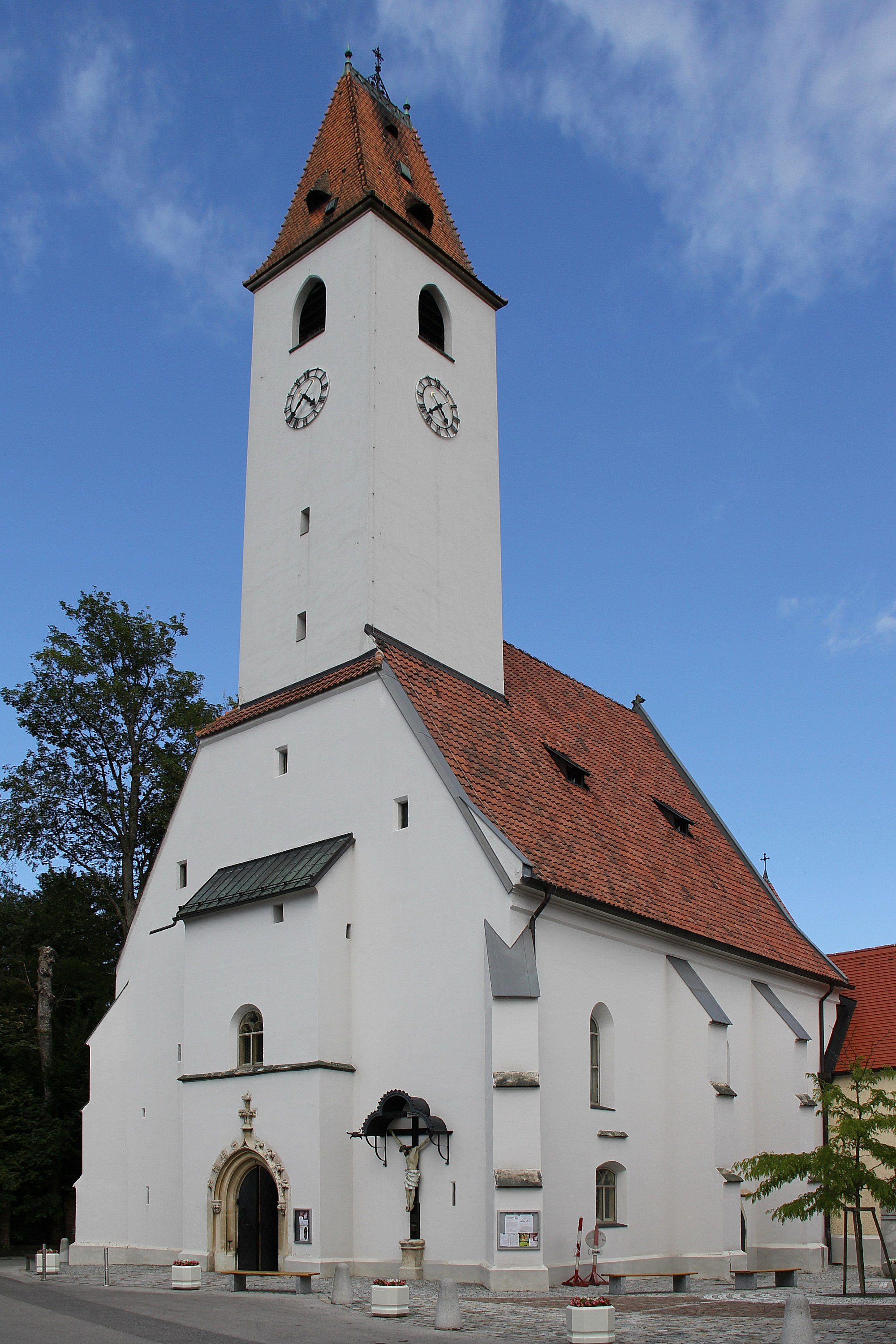
Katholische Pfarrkirche hl. Florian, Oberaspang

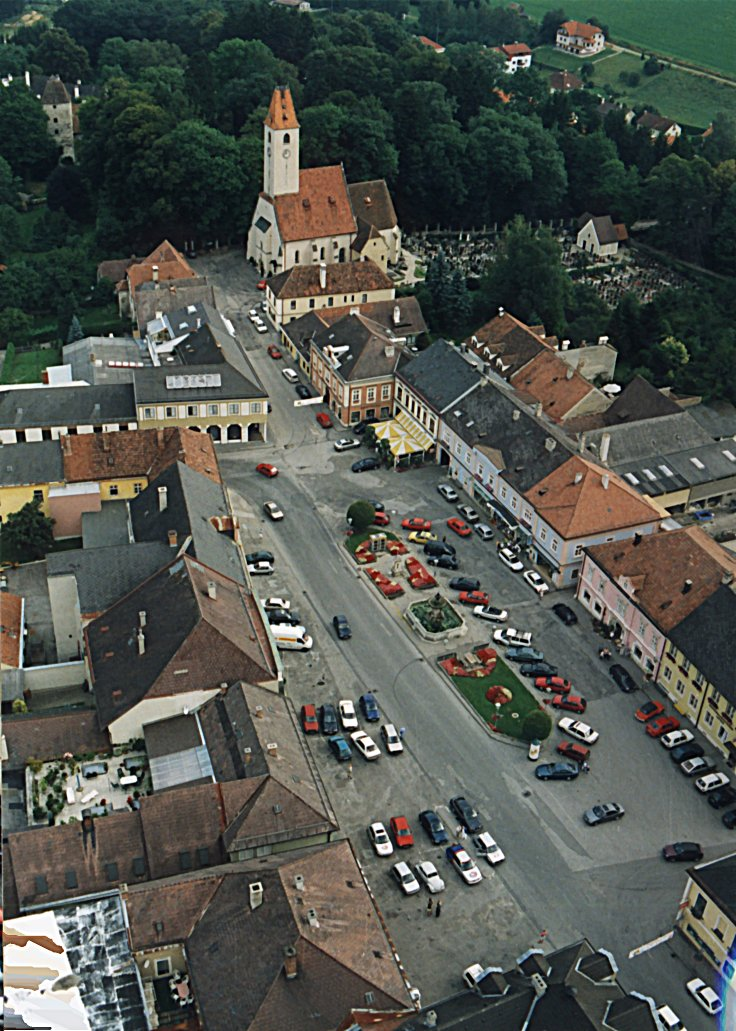
Lage der Kirche nordöstlich vom Hauptplatz Aspang-Markt

Die Pfarrkirche Oberaspang steht neben dem Schloss Aspang am Kirchenplatz in der Marktgemeinde Aspang-Markt im Bezirk Neunkirchen in Niederösterreich. Die dem Patrozinium hl. Florian von Lorch unterstellte römisch-katholische Pfarrkirche gehört zum Dekanat Kirchberg im Vikariat Unter dem Wienerwald der Erzdiözese Wien. Die Kirche und der Friedhof stehen unter Denkmalschutz (Listeneintrag).

## Geschichte
Ursprünglich Burgkirche vom Schloss Aspang. Urkundlich wurde 1503 eine Florianikapelle genannt. Die Kirche wurde um 1500 unter Beteiligung des Baumeisters Sebald Werpacher erbaut und war eine Filiale der Pfarrkirche Unteraspang. 1590 bestand eine evangelische Pfarre. Mit 1951 wurde die Kirche zur Pfarrkirche erhoben.

## Architektur
Die zweischiffige spätgotische Hallenkirche hat einem eingezogenen Chor und einen westlichen Fassadenturm. Die gotischen Rippengewölbe sind erhalten, aber die Ausstattung wurde barockistert. 
Östlich der Kirche liegt auf abfallendem Gelände den Kirchfriedhof.

## Ausstattung
Der reiche barocke Hochaltar um 1730 nimmt die gesamte Apsis ein, das breite Retabel mit rhythmischem Aufbau mit Doppelsäulen ist von einem figurenreichen Auszug bekrönt, der Altar mit seitlichen Opfergangsportalen zeigt das Altarblatt hl. Florian von Carl Rahl aus der Mitte des 19. Jahrhunderts und trägt die Statuen der Heiligen Thomas und Patrizius und oben Laurentius und Bartholomäus.
Die Orgel baute Marcellin Johann Kauf(f)mann 1896 in einem neugotischen Gehäuse mit 8 Registern und Pedal.

## Grabdenkmäler
- In der nördlichen Chorwand polychromer Wappengrabstein zu Georg Leonhart von Khinigsperg 1622.
- An der südlichen Chorwand Grabplatte mit löwengetragener Wappenkartusche zu Johann Baptist von Pergen 1742.
- An der Triumphbogenlaibung Inschriftsplatte in Stuckrahmen zu Maria Rosina Lauterin 1688.